# Van Aefferden

Geslachtswapen van Van Aefferden (1816)

Van Aefferden is een geslacht waarvan leden sinds 1816 tot de Nederlandse adel en de Belgische adel behoren en dat vooral bestuurders leverde; de Nederlandse tak is in 2006 uitgestorven.

## Geschiedenis
De stamreeks begint met Johan van Aefferden, rentmeester der domeinen in stad en ambt Geldern; hij vertrok in 1579 naar Xanten en overleed voor februari 1601. Zijn zoon Godert van Aefferden verscheen namens de Ridderschap in 1599 in de kwartierdag van Roermond; zijn achterkleinzoon Adam van Aefferden (1613-1669) vestigde zich te Roermond en was raad en rekenmeester van het Overkwartier aldaar. Diens achterkleinzoon Johannes Baptista Alexander Franciscus Josephus van Aefferden (1767-1840) was lid van de Raad van Venlo en werd in 1816 benoemd in de Ridderschap van Limburg en verkreeg met zijn nageslacht daardoor het predicaat jonkheer; hij werd hiermee de stamvader van zowel het Nederlandse als Belgische adellijke geslacht.
Een zoon van de laatste, jhr. Albertus Petrus Josephus van Aefferden, heer van Golten en Browis (1808-1892) koos in 1830 de zijde van de opstand; hij verkreeg in 1871 in België voor hem en al zijn nakomelingen de titel van burggraaf/burggravin; ook de leden van de Nederlandse tak hadden daardoor recht op deze Belgische titel.
De Nederlandse tak is in 2006 uitgestorven, hoewel in beginsel alle Belgische afstammelingen ook nog tot de Nederlandse adel behoren.
In 2017 waren er nog tien mannelijke telgen in leven, de laatste geboren in 1985.

## Bekende telgen

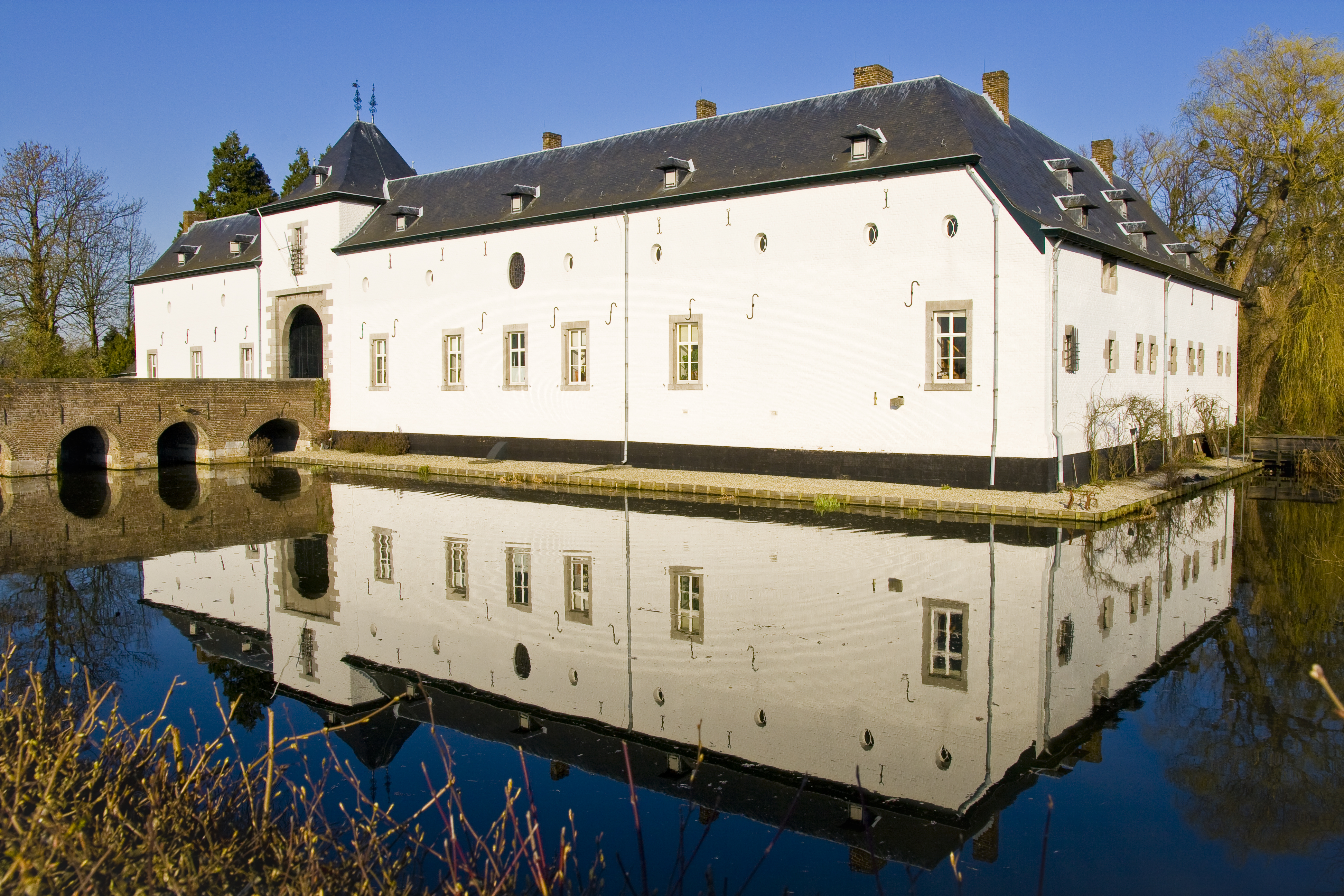
Kasteel Geulle

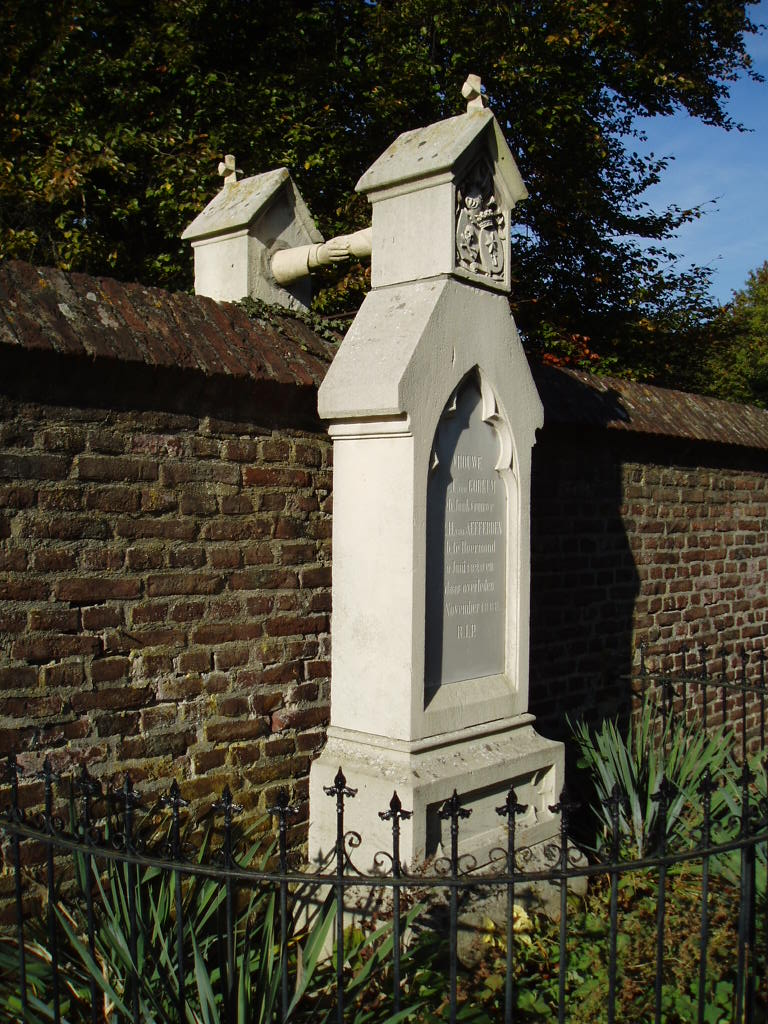
Graf met de handjes

Ernest Albert van Aefferden, heer van Cosen en Weyer (1647-1704), advocaat bij het Hof van het Overkwartier te Roermond, ontvanger-generaal van het Overkwartier te Roermond
- Franciscus Adam van Aefferden, heer van Cosen en Weyer (1684-1753), raad en ontvanger-generaal van het Overkwartier te Roermond
  - Ernestus Josephus van Aefferden, heer van Cosen en Weyer (1724-1787), raad en ontvanger-generaal van het Overkwartier te Venlo
    - Jhr. Johannes-Baptista van Aefferden (1767-1840), lid van de raad van Roermond, in 1816 benoemd in de Ridderschap van Limburg, lid van de Provinciale Staten van Limburg, stamvader van de Nederlandse tak, die in 2006 is uitgestorven, en van de Belgische tak, die verder leeft.
      - Jhr. Albertus Petrus Josephus (Belgisch: burggraaf) van Aefferden, heer van Golten en Browis (1808-1892), koos in 1830 de zijde van de opstand; hij verkreeg in 1839 de Belgische nationaliteit en in 1871 voor hem en al zijn nakomelingen de titel van burggraaf/burggravin. Hij is de stamvader van de Belgische tak, die nog steeds voortleeft
        - Jhr. Carolus Albertus Marie Ernestus van Aefferden (1854-1922)
          - Carolus Arsène Hubertus Maria burggraaf van Aefferden (1890-1974), verkreeg in 1948 de Belgische nationaliteit en werd de stamvader van de nog bloeiende Belgische tak
            - Albert burggraaf van Aefferden (1919-2005)
              - Karl burggraaf van Aefferden (1948-2017), ondernemer
                - Cédric burggraaf van Aefferden (1981), laborant en chef de famille

          - Jhr. Alphonsus Marie Hubertus Edmond van Aefferden (1891-1992), burgemeester van Geulle, eigenaar en bewoner van kasteel Geulle
            - Jkvr. Jeanne Marie Pauline Germaine van Aefferden (1915-2006), laatste telg van de Nederlandse tak; trouwde in 1937 met jhr. mr. Reinaldus Augustinus Theodorus Maria van Rijckevorsel (1907-1976), burgemeester van Gulpen
              - Jkvr. Ariane Octavie Marie Ghislaine van Rijckevorsel (1942), kunstschilderes; trouwde in 1968 met dr. Alphonsus Josephus Tonino (1942), orthopedisch chirurg, kocht van de grootvader van zijn vrouw en werd eigenaar van kasteel Geulle
              - jhr. mr. Reinder Floris Rudolph Maria van Rijckevorsel (1945), burgemeester

      - Jkvr. Josephina Carolina Petronella Hubertina van Aefferden (1820-1888); trouwde in 1842 met Jacobus Warnerus Constantinus van Gorkum (1809-1880), kolonel der cavalerie en militiecommissaris in Limburg; beiden begraven in Roermond (Graf met de handjes)